# Памятник героям Краснодона (Саратов)
Памятник героям Краснодона — памятник в Саратове участникам подпольной организации «Молодая гвардия».
Расположен в городском сквере на углу улиц Большая Горная и Некрасова в Волжском районе Саратова. Ранее здесь находился Ново-Никольский храм «на горах», разрушенный в 1930-х годах.
После Великой Отечественной войны на этом месте был благоустроен сквер, названный в честь героев-краснодонцев; остатки фундамента храма были заасфальтированы, а на месте алтаря воздвигнут памятник Героям Краснодона.
Автор открытого в 1949 году памятника — Е. Ф. Тимофеев. На постаменте перед бетонной стелой-обелиском возвышаются фигуры Олега Кошевого и Ульяны Громовой, держащие в руках красное знамя. На обратной и боковых сторонах обелиска в прошлом были написаны патриотические стихи Кошевого, ныне утраченные. Надпись на мемориальной доске лицевой части постамента гласит: «Вырастет новое поколение людей, но никогда не забудутся имена юных, бесстрашных героев из донецкого города Краснодона». Ранее постамент монумента был отделан керамической плиткой, в настоящее время — плитами из коричневого гранита.
Евгений Федорович Тимофеев — ветеран Великой Отечественной войны, воевал в составе 32-й Саратовской стрелковой дивизии. Символично, что недалеко от памятника есть небольшая улица Героев Краснодона и улица 32-й стрелковой дивизии.